# Brigitte Annessy
Brigitte Annessy (* 6. März 1968 in Versailles) ist eine französische Schauspielerin.

## Leben
Annessy wuchs in Noisy-le Roi auf. Sie erhielt Schauspielunterricht an der École de l’Acteur Florent und war an verschiedenen Theatern tätig.
Von Januar 1989 (Folge 162) bis März 1994 (Folge 431) sowie auch 2003 (Folge 930–934) verkörperte Annessy die Rolle der „Dominique Mourrait“ in der Serie Lindenstraße. Neben ihrer Rolle in der Lindenstraße hatte Annessy auch kleinere Rollen, wie beispielsweise in der Serie SK-Babies.
Großen Erfolg hat sie als Chanson-Sängerin mit ihrem Pianisten Hans-Peter Kempkes. Im Jahr 2010 wurde eine CD erstellt, mit dem Titel „Chansons echt französisch“.
Sie lebt mit ihren drei Kindern in Solingen.

## Filmografie
- 1988: Mount Royal (Fernsehserie, 1 Folge)
- 1989–1994, 2003: Lindenstraße (Fernsehserie, 121 Folgen)
- 1996: Die Fallers – Die SWR Schwarzwaldserie (Fernsehserie, 2 Folgen)
- 1999: SK-Babies (Fernsehserie, 1 Folge)
- 2004: Schneeland
- 2008: Geliebte Clara